# Maria-sama ga miteru
Maria-sama ga miteru   är från början en shojo-ainovell och på senare tid manga och anime om tonårsflickorna på Yamayurikai.